# Клагес, Людвиг
Фридрих Конрад Эдуард Вильгельм Людвиг Клагес (нем. Friedrich Konrad Eduard Wilhelm Ludwig Klages, 10 декабря 1872, Ганновер — 29 июля 1956, Кильхберг, Швейцария) — немецкий психолог и философ, сторонник идей Шопенгауэра и Ницше, один из пионеров характерологии и графологии.

## Биография
Вырос в семье текстильного коммерсанта. В школьные и студенческие годы дружил с Теодором Лессингом, писал драмы, стихи и лирическую прозу. Изучал физику, философию и химию в Лейпцигском и Мюнхенском университетах. В Лейпциге он слушал лекции основателя физической химии Вильгельма Фридриха Оствальда, а в Мюнхен был направлен, пройдя отбор по результатам экспериментальной работы по химии. По физике его экзаменовал Вильгельм Конрад Рентген. Однако, получив докторскую степень по химии, решил посвятить себя психологии и философии. Вместе с двумя друзьями в 1896 году Клагес основывает «Немецкое графологическое общество» (нем. «Deutsche Graphologische Gesellschaft»), с 1900 до 1908 год был редактором «Ежемесячных графологических тетрадей» (нем. «Graphologischen Monatshefte»). С 1905 года в Мюнхене вёл семинар по проблемам выражения. В Мюнхене Клагес познакомился с Стефаном Георге, графологом и лириком Хансом Х. Буссе, знатоком искусства Карлом Вольфскелем, эмансипированной графиней Фанни цу Ревентлов, приватным учёным Альфредом Шулером. К началу века они создадут Мюнхенский Космический Круг. В 1914 году переехал в Кильхберг (Швейцария), где с 1919 года продолжил выступать с лекциями.
Получил широкую известность благодаря своим работам в области характерологии и графологии, в основе которых лежит его учение о выражении, исходящее из представления о человеке как душевно-телесном единстве. Клагес считал, что первооснования человеческого мира открываются путём «непосредственного физиогномического наблюдения» самой жизни в целостном языке символов. Крайне критически относился к психоанализу Фрейда, называя его «психологией для дилетантов» (нем. Pfuscherpsychologie), в основном из-за того, что последний преувеличивал роль сексуальных мотивов в человеческой деятельности.
Философия Клагеса была чрезвычайно популярна в Третьем рейхе, по ней было защищено большое количество диссертаций, а его самого не раз объявляли ведущим философом Германии. При этом, однако, на первый план выводилась его критика христианства, и в то же время затушёвывались его ярко выраженные антимилитаристские взгляды. В двадцатых годах вернулся в Германию. В 1932 году был награждён медалью Гёте за достижения в области искусства и науки. В 1952 году чествовался новым правительством в связи с восьмидесятилетием.
Похоронен на кладбище Кильхберга, рядом с могилами Конрада Фердинанда Мейера и Томаса Манна.

## Работы
- Проблемы графологии (1910)
- Принципы характерологии (1910)
- Основы характерологии (1926)
- Дух как враг души, в 3-х тт. (1929-1932)
- Графология (1932)
- Cosmogonic Reflections at the Internet Archive
- Сознание и Жизнь  Архивная копия от 12 декабря 2013 на Wayback Machine (1915)
- Почему, поднимая покрывало Изиды, находят погибель? Архивная копия от 12 декабря 2013 на Wayback Machine
- Психологические достижения Ницше. — Культурная революция, 2016. — 250 p. — ISBN 978-5-902764-75-5.